# PTK6
PTK6 (англ. Protein tyrosine kinase 6) – білок, який кодується однойменним геном, розташованим у людей на короткому плечі 20-ї хромосоми. Довжина поліпептидного ланцюга білка становить 451 амінокислот, а молекулярна маса — 51 834.
| 10         |  | 20         |  | 30         |  | 40         |  | 50         |
| ---------- |  | ---------- |  | ---------- |  | ---------- |  | ---------- |
| MVSRDQAHLG |  | PKYVGLWDFK |  | SRTDEELSFR |  | AGDVFHVARK |  | EEQWWWATLL |
| DEAGGAVAQG |  | YVPHNYLAER |  | ETVESEPWFF |  | GCISRSEAVR |  | RLQAEGNATG |
| AFLIRVSEKP |  | SADYVLSVRD |  | TQAVRHYKIW |  | RRAGGRLHLN |  | EAVSFLSLPE |
| LVNYHRAQSL |  | SHGLRLAAPC |  | RKHEPEPLPH |  | WDDWERPREE |  | FTLCRKLGSG |
| YFGEVFEGLW |  | KDRVQVAIKV |  | ISRDNLLHQQ |  | MLQSEIQAMK |  | KLRHKHILAL |
| YAVVSVGDPV |  | YIITELMAKG |  | SLLELLRDSD |  | EKVLPVSELL |  | DIAWQVAEGM |
| CYLESQNYIH |  | RDLAARNILV |  | GENTLCKVGD |  | FGLARLIKED |  | VYLSHDHNIP |
| YKWTAPEALS |  | RGHYSTKSDV |  | WSFGILLHEM |  | FSRGQVPYPG |  | MSNHEAFLRV |
| DAGYRMPCPL |  | ECPPSVHKLM |  | LTCWCRDPEQ |  | RPCFKALRER |  | LSSFTSYENP |
| T          |  |            |  |            |  |            |  |            |

A: Аланін

C: Цистеїн

D: Аспарагінова кислота

E: Глутамінова кислота

F: Фенілаланін

G: Гліцин

H: Гістидин

I: Ізолейцин

K: Лізин

L: Лейцин

M: Метіонін

N: Аспарагін

P: Пролін

Q: Глутамін

R: Аргінін

S: Серин

T: Треонін

V: Валін

W: Триптофан

Кодований геном білок за функціями належить до трансфераз, кіназ, тирозинових протеїнкіназ, фосфопротеїнів. 
Задіяний у такому біологічному процесі, як альтернативний сплайсинг. 
Білок має сайт для зв'язування з АТФ, нуклеотидами. 
Локалізований у цитоплазмі, ядрі, мембрані, клітинних відростках.